# Paszyno (obwód kirowski)
Paszyno (ros. Пашино) – wieś (sieło) w Rosji, w obwodzie kirowskim, w rejonie afanasjewskim. W 2010 liczyła 291 mieszkańców.